# Faro (Jukon)
Faro – miejscowość w Kanadzie, w południowej części Jukonu. Mieści się w niej port lotniczy Faro (Kanada). 
Miejscowość otrzymała nazwę na pamiątkę faraona, hazardowej gry karcianej (ang. faro). Znajdowała się w niej duża kopalnia odkrywkowa rud ołowiu i cynku, m.in. galeny, oficjalnie otwarta w 1967 i zamknięta w 1997. W 1981 liczba ludności wynosiła blisko 2000 osób, lecz następnie spadła, w 1985 do zaledwie 97 osób, po czym znów wzrosła. Po zamknięciu kopalni ustabilizowała się na poziomie ok. 400 osób. Obecnie głównym czynnikiem rozwoju miejscowości jest turystyka. W okolicznych potokach, dopływach Pelly River, występuje w niewielkich ilościach złoto rodzime.